# Yōko Tani
Yōko Tani , née Yoko Itani, est une actrice japonaise d'expression française, née le 2 août 1928 à Paris 16e, où elle meurt le 19 avril 1999.

## Biographie
Yōko Tani est la fille de l'économiste japonais Zenichi Itani (ja) et de la princesse Taeko Inotani (secrétaire d'Oku Mumeo). Sa grand-mère maternelle, Maseko, servit de modèle à un célèbre tableau de Kiyokata Kaburagi et son arrière-arrière-grand-père maternel est l'érudit confucéen Egi Gakusui (ja).
Après la Seconde Guerre mondiale, Yōko Tani entame une carrière cinématographique en France, notamment autour de la bande de Marcel Carné, son « second papa ». C'est dans son entourage qu'elle épouse le comédien Roland Lesaffre.
Elle part tourner successivement en Angleterre, aux États-Unis, en Allemagne, en Italie et deux fois au Japon. Ces productions étrangères lui offrent ses rôles les plus importants, notamment auprès de Dirk Bogarde dans le film britannique de Ralph Thomas Le vent ne sait pas lire (1958), et surtout dans le grand succès que fut Les Dents du diable de Nicholas Ray, où elle est la femme Inuit d'Anthony Quinn (1960).
Elle tient également le rôle de la geisha qui enseigne son art à Shirley MacLaine dans Ma Geisha de Jack Cardiff (1962). Shirley MacLaine fait appel à elle pour jouer dans deux épisodes de la série télévisée Shirley's World (1971).
En 1968, elle a inspiré à l’auteur belge de bandes dessinées, Roger Leloup, le personnage de l'aventurière Yoko Tsuno.
Devenue la compagne de Roger Laforest, principal actionnaire de Bic, elle s'attache à sa région bretonne, les Côtes-d'Armor. Le couple participe notamment financièrement à la restauration de l'abbaye de Beauport, monument historique classé en cours de déshérence, situé à Paimpol. Avec le Conservatoire du littoral, nouveau propriétaire des lieux, un programme ambitieux peut être monté dès 1993.
Décédée d'un cancer, elle est inhumée à Binic, non loin de sa résidence de vacances sur la pointe de Guilben (Paimpol).

## Filmographie

### Cinéma
- 1954 : Marchandes d'illusions de Raoul André : l'Eurasienne
- 1954 : Les Clandestines de Raoul André : Yoko, la Chinoise
- 1954 : Ali Baba et les quarante voleurs de Jacques Becker
- 1955 : Interdit de séjour de Maurice de Canonge : une entraîneuse
- 1955 : L'Espion de Tokyo (de) (Verrat an Deutschland) de Veit Harlan : Hanako
- 1955 : Les pépées font la loi de Raoul André : la fleuriste du « Lotus »
- 1955 : Port du désir de Edmond T. Gréville : une entraîneuse
- 1955 : Gueule d'ange de Marcel Blistène : Fleur de Bambou
- 1955 : L'Emprisonné (The Prisoner) de Peter Glenville : présence à confirmer dans la distribution
- 1956 : Paris canaille de Pierre Gaspard-Huit : une élève
- 1956 : À la manière de Sherlock Holmes d'Henri Lepage
- 1956 : Les Prisonnières (Jôshû to tomo ni) de Seiji Hisamatsu : Mary, une prisonnière
- 1956 : Mannequins de Paris d'André Hunebelle : Lotus
- 1956 : Fukuaki no seishun de Senkichi Taniguchi
- 1956 : La Fille de l'ambassadeur (The Ambassador's Daughter) de Norman Krasna : présence à confirmer dans la distribution
- 1957 : Les Œufs de l'autruche de Denys de La Patellière : Yoko
- 1957 : La Fille de feu d'Alfred Rode : Zélie
- 1958 : Un Américain bien tranquille (The Quiet American) de Joseph L. Mankiewicz : l'hôtesse
- 1958 : Le vent ne sait pas lire (The Wind Cannot Read) de Ralph Thomas : Sabbi
- 1959 : L'Étoile du silence (Der schweigende Stern) de Kurt Maetzig et Hieronim Przybyl : Sumiko Ogimure
- 1960 : Les Dents du diable (The Savage Innocents) de Nicholas Ray : Asiak
- 1960 : Piccadilly Third Stop de Wolf Rilla : Seraphine Yokami
- 1961 : Le Géant à la cour de Kublai Khan (Maciste alla corte del gran Khan) de Riccardo Freda : la princesse Lei-Ling
- 1961 : La Fille des Tartares (Ursus e la ragazza Tartara) de Remigio del Grosso : la princesse Ila
- 1962 : Ma geisha (My geisha) de Jack Cardiff : Kazumi Ito
- 1962 : Marco Polo de Hugo Fregonese, Chech Chang et Piero Pierotti : la princesse Amurroy
- 1963 : Mercredi soir, 9 heures... (Who's Been Sleeping in my Bed ?) de Daniel Mann : Isami Hiroti
- 1964 : Dernier avion pour Baalbeck (Un aero per Baalbeck) de Hugo Fregonese et Giuliano Camineo : Asia
- 1964 : Les Rayons de la mort du Dr. Mabuse (Die Todesstrahlen des Dr Mabuse) de Hugo Fregonese : Mercedès
- 1964 : Bianco, rosso, giallo, rosa de Massimo Mida : Yoko
- 1965 : Tonnerre sur Pékin (OSS 77 operazione fior di loto) de Bruno Paolinelli
- 1965 : Agent Z55, mission désespérée (Agente Z55, missione disperata) de Roberto Bianchi Montero : Su Ling
- 1966 : Invasion d'Alan Bridges : Ila, chef des « Lystrian »
- 1966 : Mission suicide à Singapour (Goldsnake anonima killer's)  de Ferdinando Baldi : Annie Wong
- 1966 : Des fleurs pour un espion (Le spie amano i fiori) d'Umberto Lenzi : Mei Lang
- 1967 : Le 7 cinesi d'oro de Vincenzo Cascino : la Japonaise
- 1967 : The Sweet and the Bitter de James Clavell : Mary Ota
- 1967 : To Chase a Million de Pat Jackson : Taïko
- 1968 : Koroshi (Danger Man in Tokyo) de Michael Truman et Peter Yates : Ako Nakamura / Miho
- 1978 : Ça fait tilt d'André Hunebelle : Youyou
- 1978 : O estripador de mulheres de Juan Bajon

### Télévision
- 1960 : Chasing the Dragon, téléfilm de Gerard Glaister
- 1961 : Rashomon, téléfilm de Rudolph Cartier : la femme
- 1962 : Ben Casey, série, épisode A Pleasant Thing for the Eyes d'Arthur Hiller : Aiko Tanaka
- 1963 : The Edgar Wallace Mystery Theatre, série, épisode The Partner de Gerard Glaister : Lin Siyan
- 1964 : Drama 61-67, série, épisode Drama '64: Miss Hanago : Miss Hanago
- 1966 : Armchair Theatre, série, épisode The Tilted Screen : Michiko
- 1967 : Danger Man, série : 
  - Épisode Koroshi de Michael Truman et Peter Yates : Ako Nakamura
  - Épisode Shinda Shima de Peter Yates : Miho
- 1967 : L'Homme à la valise (Man in a Suitcase), série : 
  - Épisode Variation on a Million Bucks: Part 1 de Pat Jackson : Taiko
  - Épisode Variation on a Million Bucks: Part 2 de Robert Tronson : Taiko
- 1968 : Les Dossiers de l'Agence O, série, épisode L'Arrestation du musicien de Marc Simenon : la strip-teaseuse
- 1971 : Shirley's World, série :
  - Épisode The Defective Defector de Ray Austin : Okiyo
  - Épisode A Girl Like You de Ray Austin : Okiyo
- 1972 : Le Fils du ciel, série d'Alain Dhénaut : Gisèle
- 1989 : Série rose, série, épisode Le Lotus d'or de Walerian Borowczyk : Dame Lune

## Théâtre
- 1967 : Une femme à louer de François Campaux, mise en scène Christian Alers, théâtre de la Potinière